# Фјодор Кудрјашов
Фјодор Васиљевич Кудрјашов (рус. Фёдор Васи́льевич Кудряшо́в; Мамакан, 5. април 1987) професионални је руски фудбалер који игра на позицији левог бека. Тренутно наступа за турски Анталијаспор. Током каријере играо је за бројне руске клубове.. Такође је и стандардни репезентативац Русије.

## Клупска каријера
Кудрјашов је рођен у варошици Мамакан, у Иркутској области на истоку Сибира, а као осмогодишњи дечак са породицом се преселио у оближњи Братск где је почео да тренира фудбал у локалној екипи Сибирјак. За први тим Сибирјака дебитовао је са непуних 17 година, а током прве сезоне у професионалом такмичењу (у то време Сибирјак се такмичио у трећој лиги), Кудрјашов је одиграо свега 3 утакмице. Већ наредне сезоне одиграо је 15 утакмица, те је постигао и један погодак.
Током марта 2005. прелази у редове московског Спартака уз обештећење од свега 30.000 америчких долара. Целу прву сезону московском тиму провео је играјући за резервни развојни тим, а тренинзима првог тима прикључио се током сезоне 2006. када је и дебитовао у Премијер лиги у утакмици последњег кола против Крила Совјетов. Током сезоне 2007. одиграо је укупно 11 утакмица за први тим, укуључујући и два сусрета у тадашњем Купу УЕФА. У јуну 2008. послат је на позајмицу у московски Химки где је играо до краја те сезоне, да би потом поново био враћен у матични клуб. Како ни у наредне три сезоне није успео да се избори за место стандардног првотимца Спартака, значајан део времена провео је играјући као позајмљен играч, прво у Тому, а потом и у Краснодару. 
По окончању уговора са московским великаном, у август 2012. потписује трогодишњи уговор са Тереком из Грозног у чијем дресу је током наредне три и по сезоне одиграо укупно 76 утакмица. У јануару 2016. поново мења средину, те потписује уговор са још једним премијерлигашем, Ростовом у чијем дресу постиже свој први погодак у елитној лиги руског фудбала, у утакмици против московског Динама играној 12. маја 2016. године. У Ростову је одиграо тек једну и по сезону, пре него што је почетком сезоне 2017/18. прешао у редове Рубина из Казања.  

## Репрезентативна каријера
Пре него што је дебитовао за сениорску репрезентацију, играо је за младу репрезентацију Русије за коју је током две године одиграо 10 утакмица. 
За сениорски тим дебитовао је у пријатељској утакмици против Турске играној 31. августа 2016. и од тада је стандардни репрезентативац. Био је у саставу руске репрезентације и на Купу конфедерација 2017, а годину дана касније нашао се и у саставу репрезентације за Светско првенство 2018. у Русији.   

### Списак репрезентативних наступа
Ажурирано 5. јуна 2018.
| Списак утакмица у дресу репрезентације Русије | Списак утакмица у дресу репрезентације Русије | Списак утакмица у дресу репрезентације Русије | Списак утакмица у дресу репрезентације Русије | Списак утакмица у дресу репрезентације Русије | Списак утакмица у дресу репрезентације Русије | Списак утакмица у дресу репрезентације Русије |
| №                                             | Датум                                         | Противник                                     | Резултат                                      | Голови                                        | Тип утакмице                                  |                                               |
| --------------------------------------------- | --------------------------------------------- | --------------------------------------------- | --------------------------------------------- | --------------------------------------------- | --------------------------------------------- | --------------------------------------------- |
| 1                                             | 31. август 2016.                              | Турска                                        | 0:0                                           | —                                             | Пријатељска утакмица                          |                                               |
| 2                                             | 6. септембар 2016.                            | Гана                                          | 1:0                                           | —                                             | Пријатељска утакмица                          |                                               |
| 3                                             | 10. новембар 2016.                            | Катар                                         | 1:2                                           | —                                             | Пријатељска утакмица                          |                                               |
| 4                                             | 15. новембар 2016.                            | Румунија                                      | 1:0                                           | —                                             | Пријатељска утакмица                          |                                               |
| 5                                             | 24. март 2017.                                | Обала Слоноваче                               | 0:2                                           | —                                             | Пријатељска утакмица                          |                                               |
| 6                                             | 28. март 2017.                                | Белгија                                       | 3:3                                           | —                                             | Пријатељска утакмица                          |                                               |
| 7                                             | 5. јун 2017.                                  | Мађарска                                      | 3:0                                           | —                                             | Пријатељска утакмица                          |                                               |
| 8                                             | 9. јун 2017.                                  | Чиле                                          | 1:1                                           | —                                             | Пријатељска утакмица                          |                                               |
| 9                                             | 17. јун 2017.                                 | Нови Зеланд                                   | 2:0                                           | —                                             | Куп конфедерација 2017.                       |                                               |
| 10                                            | 21. јун 2017.                                 | Португалија                                   | 0:1                                           | —                                             | Куп конфедерација 2017.                       |                                               |
| 11                                            | 24. јун 2017.                                 | Мексико                                       | 1:2                                           | —                                             | Куп конфедерација 2017.                       |                                               |
| 12                                            | 7. октобар 2017.                              | Јужна Кореја                                  | 4:2                                           | —                                             | Пријатељска утакмица                          |                                               |
| 13                                            | 10. октобар 2017.                             | Иран                                          | 1:1                                           | —                                             | Пријатељска утакмица                          |                                               |
| 14                                            | 11. новембар 2017.                            | Аргентина                                     | 0:1                                           | —                                             | Пријатељска утакмица                          |                                               |
| 15                                            | 14. новембар 2017.                            | Шпанија                                       | 3:3                                           | —                                             | Пријатељска утакмица                          |                                               |
| 16                                            | 23. март 2018.                                | Бразил                                        | 0:3                                           | —                                             | Пријатељска утакмица                          |                                               |
| 17                                            | 27. март 2018.                                | Француска                                     | 1:3                                           | —                                             | Пријатељска утакмица                          |                                               |
| 18                                            | 30. мај 2018.                                 | Аустрија                                      | 0:1                                           | —                                             | Пријатељска утакмица                          |                                               |
| 19                                            | 5. јун 2018.                                  | Турска                                        | 1:1                                           | —                                             | Пријатељска утакмица                          |                                               |